# Тонкосемянник гладкий
Тонкосемя́нник гла́дкий (лат. Leptospermum laevigatum) — вид цветковых растений рода Тонкосемянник (Leptospermum) семейства Миртовые (Myrtaceae).

## Ботаническое описание
Деревянистый кустарник или небольшое дерево.

## Распространение и местообитание
Растение родом с востока Австралии. Галофит.

## Хозяйственное значение и применение
Выращивается как декоративное растение, а также вдоль побережий. В Западной Австралии вид стал сорняком. Кроме того, тонкосемянник гладкий выращивается в США в Калифорнии для придания устойчивости пескам.

## Синонимика
- Fabricia laevigata Gaertn.
- Fabricia myrtifolia Sieber ex Benth.[3]